# ティム・バートン
ティム・バートン（Tim Burton）、本名ティモシー・ウォルター・バートン（Timothy Walter Burton, 1958年8月25日 - ）は、アメリカ合衆国の映画監督、映画プロデューサー、脚本家、芸術家、元アニメーター。現在はイギリス・ロンドン在住。
ディズニーのアニメーターとして『トロン』などに参加後、実写短編『フランケンウィニー』を演出、1985年に『ピーウィーの大冒険』で長編映画デビューした。

## 来歴
- カリフォルニア州バーバンクで2人兄弟の長男として生まれる。
- 高校卒業後、ディズニーの奨学金を受け、カリフォルニア芸術大学に入学し、3年間アニメーションの勉強をする。
- 卒業後、ウォルト・ディズニー・スタジオにアニメーション実習生として雇われる。
- 1978年、初仕事としてアニメーション映画『指輪物語』の制作に携わる。
- 1982年、初監督作品『ヴィンセント』（6分の短編映画）を制作。
- 1984年、『フランケンウィニー』を制作。この映画で『ピーウィーの大冒険』の監督を探していたポール・ルーベンスから注目を受け、その監督を引き受ける。
- 1988年、『ビートルジュース』を1500万ドルで製作し、7000万ドルを超えるスマッシュヒットとなる。低予算で大きな興行成績を上げる監督として注目され、『バットマン』の製作につながる。
- 1989年、ドイツ人の芸術家と結婚（『バットマン・リターンズ』の撮影後に離婚）。
- 1992年、モデル・女優のリサ・マリーと事実上の結婚状態に入る（2001年に破局）。
- 1993年、初の絵本『ナイトメアー・ビフォア・クリスマス』を出版。
- 2007年、第64回ヴェネチア国際映画祭で栄誉金獅子賞を受賞[1]。
- 2010年、第63回カンヌ国際映画祭で審査委員長をつとめる[2]。
- 2015年、画集『ティム・バートンの世界』をヴィレッジ・ヴァンガード限定で一般発売[3][4]。
- 2015年、画集『ナプキンアート・オブ・ティム・バートン』をヴィレッジ・ヴァンガード限定で発売。（アジア圏では現状日本のヴィレヴァンのみの取り扱い。）[5]

## 映画人として

### 影響
少年期はエドガー・アラン・ポー作品を原作とする映画に主演するヴィンセント・プライスに熱中していた。
ストップモーション・アニメーションの第一人者であるレイ・ハリーハウゼンに多大な影響を受けており、作品からもそれを伺うことができる。『ティム・バートンのコープスブライド』を製作する際には、製作チームとともにハリーハウゼンに会いに行っている。
ティム・バートンの盟友であるヘンリー・セリックはバートンの映画の作風について「ドクター・スースとドイツ表現主義映画の融合体」と表現している。

#### ゴジラ
少年期はゴジラ映画の役者になりたかったとも語っている。
熱烈なゴジラファンとして有名で、1992年には、映画『ゴジラvsモスラ』の制作現場を見学したことがある。この時に「ゴジラの生みの親」田中友幸、特技監督の川北紘一と会見している。その後、1994年にも『ゴジラvsスペースゴジラ』の撮影現場を見学している。
それ以前にも、デビュー作である『ピーウィーの大冒険』にゴジラとキングギドラを登場させたり、『シザーハンズ』では主人公・エドワードが植木をゴジラと思われる形に整えたり、1997年に自身が製作した『マーズ・アタック』にゴジラを登場させたりした。また同作のクライマックスも、ゴジラシリーズ第6作『怪獣大戦争』を基にしていると本人は語っている。

### 配役
バートンが監督した映画のキャスト（脇役も含む）には、コメディアンや元コメディアンを起用することが多い。またバートン映画に起用される前に何らかのホラー映画やSF映画、ファンタジーに出演した俳優が多い。バートンが監督した映画、テレビの音楽の多くはダニー・エルフマンが担当している。
ジョニー・デップとのコラボ作が『シザーハンズ』『チャーリーとチョコレート工場』『アリス・イン・ワンダーランド』『ダーク・シャドウ』ほか8作と数多い。それに次いで2012年現在バートンのパートナーであるヘレナ・ボナム＝カーターが7作と多い。

### カメオ出演
キャメロン・クロウ監督の『シングルス』や、『バットマン・リターンズ』にペンギン役で出演したダニー・デヴィートが監督をした『ホッファ』などに役者としてカメオ出演している。

## 人物
ウォルト・ディズニー・スタジオに雇われていたころは、クローゼットの中に座り込んで出て来なくなったり、机の上に座ったり机の下に潜り込んだりといった奇行を繰り返す問題児であった。無口で人づきあいが苦手で、同僚たちからは口がきけないとしばらく思われていた。
バートンはドイツ生まれのアーティスト、レナ・ギーゼケと結婚するが、彼らの結婚は4年後の1991年に破局。その後、モデルで女優のリサ・マリーと一緒に暮らし始め、彼女は1992年から2001年までの関係の中で彼が作った映画『エド・ウッド』と『マーズ・アタック』にも出演した。しかしバートンは、『PLANET OF THE APES/猿の惑星』の撮影中に出会ったイギリスの女優、ヘレナ・ボナム＝カーターと恋愛関係になり、リサ・マリーは非常に落胆し、2005年に、バートンが残した個人的な持ち物をオークションで売り払った。バートンとヘレナ・ボナム＝カーターの間には2人の子供がいる。2003年に産まれた息子のビリー・レイモンドは、ヘレナ・ボナム＝カーターの父親にちなんで名付けられた。 2007年に、娘のネルが産まれる。2014年12月に、ヘレナ・ボナム＝カーターのスポークスマンは彼女とバートンがその年の初めに「友好的に別れた」と言った。彼らが結婚していたかどうかは不明。ヘレナ・ボナム＝カーターは、彼らの関係の終わりを議論するときに「離婚」という言葉を使用したが、他の報道機関は結婚したことがないと述べている。
犬が大好きで、デビュー作からの犬の主演やディズニー時代には犬のキャラクターに対する滑らかな動きの描写からも窺える。
生成AIに対してかなり厳しい姿勢を示している。「AIがやることは、人々から何かを吸い取るようなことです」「魂や精神から何かを取っていくんです。非常に不穏な感じがします。特に、それが自分に関係のあるものであったら。AIは人間性や魂を奪うロボットのようです」と言っている。

### 日本との関係
『バットマン・リターンズ』の宣伝で初来日して以来、映画の宣伝のために何度も来日しており、多くのテレビ番組にゲスト出演している。2006年に来日した際には、デジタルハリウッドの東京本校で、『ナイトメアー・ビフォア・クリスマス ディズニーデジタル3-D』の公開を記念しての特別講義が開催された。
またバートンは日本の歌手デュオ黒色すみれのファンであり、来日時には必ず会いに行くという。
さらにヴィジュアル系ロックバンドDのファンであり、メンバーを「スペース・ヴァンパイア」と称する。プライベートパーティーにメンバーを招待するなど、親交を深めている。
ティム・バートンはインタビューで、いつか日本で映画を撮ることに興味があると語った。
宮﨑駿が金熊賞を取った際、「ずっと手描きを続けていることに驚愕する」とコメントしている。

## 作品リスト

### 映画

#### 監督
| 年   | 題名                                                                                         | 役割             | 備考                                         |
| ---- | -------------------------------------------------------------------------------------------- | ---------------- | -------------------------------------------- |
| 1982 | ヴィンセント Vincent                                                                         | 監督・原案       |                                              |
| 1984 | フランケンウィニー Frankenweenie                                                             | 監督・原案       |                                              |
| 1985 | ピーウィーの大冒険 Pee-wee's Big Adventure                                                   | 監督             |                                              |
| 1988 | ビートルジュース Beetlejuice                                                                 | 監督             |                                              |
| 1989 | バットマン Batman                                                                            | 監督             |                                              |
| 1990 | シザーハンズ Edward Scissorhands                                                             | 監督・製作・原案 |                                              |
| 1992 | バットマン リターンズ Batman Returns                                                         | 監督・製作       |                                              |
| 1994 | エド・ウッド Ed Wood                                                                         | 監督・製作       |                                              |
| 1996 | マーズ・アタック! Mars Attacks!                                                              | 監督・製作       |                                              |
| 1999 | スリーピー・ホロウ Sleepy Hollow                                                             | 監督             |                                              |
| 2001 | PLANET OF THE APES/猿の惑星 Planet of the Apes                                               | 監督             |                                              |
| 2003 | ビッグ・フィッシュ Big Fish                                                                  | 監督             |                                              |
| 2005 | チャーリーとチョコレート工場 Charlie and the Chocolate Factory                               | 監督             |                                              |
| 2005 | ティム・バートンのコープスブライド Corpse Bride                                              | 共同監督・製作   |                                              |
| 2007 | スウィーニー・トッド フリート街の悪魔の理髪師 Sweeney Todd: The Demon Barber of Fleet Street | 監督             |                                              |
| 2010 | アリス・イン・ワンダーランド Alice in Wonderland                                             | 監督・製作       |                                              |
| 2012 | ダーク・シャドウ Dark Shadows                                                                | 監督・製作       |                                              |
| 2012 | フランケンウィニー Frankenweenie                                                             | 監督・製作       | 1984年公開『フランケンウィニー』のリメイク。 |
| 2014 | ビッグ・アイズ Big Eyes                                                                      | 監督・製作       |                                              |
| 2016 | ミス・ペレグリンと奇妙なこどもたち Miss Peregrine's Home for Peculiar Children               | 監督             |                                              |
| 2019 | ダンボ Dumbo                                                                                 | 監督・製作       |                                              |
| 2024 | ビートルジュース ビートルジュース Beetlejuice Beetlejuice                                    | 監督・製作       |                                              |

#### 製作
| 年   | 題名                                                                  | 役割             |
| ---- | --------------------------------------------------------------------- | ---------------- |
| 1993 | キャビン・ボーイ/航海、先に立たず Cabin Boy                           | 製作             |
| 1993 | ナイトメアー・ビフォア・クリスマス The Nightmare Before Christmas     | 製作・原案       |
| 1995 | バットマン フォーエヴァー Batman Forever                              | 製作             |
| 1996 | ジャイアント・ピーチ James and the Giant Peach                        | 製作             |
| 2009 | 9 〜9番目の奇妙な人形〜 9                                             | 製作             |
| 2012 | リンカーン/秘密の書 Abraham Lincoln: Vampire Hunter                   | 製作             |
| 2016 | アリス・イン・ワンダーランド/時間の旅 Alice Through the Looking Glass | 製作・製作総指揮 |

#### 出演
| 年   | 題名                                                           | 役割       | 備考                                          |
| ---- | -------------------------------------------------------------- | ---------- | --------------------------------------------- |
| 1992 | シングルス Singles                                             | ブライアン | カメオ出演                                    |
| 1992 | ホッファ Hoffa                                                 | 役名不明   | カメオ出演                                    |
| 2000 | マリオ・バーヴァ 地獄の舞踏 Mario Bava: Maestro of the Macabre | 本人       | テレビ映画 マリオ・バーヴァのドキュメンタリー |

### テレビ
- ヘンゼルとグレーテル Hansel and Gretel（1982年）監督
- 新ヒッチコック劇場 Alfred Hitchcock Presents（1985年 - 1989年）
  - シーズン1、エピソード19[16]「ビン詰めの魔物」"The Jar"（1986年）監督
- フェアリーテール・シアター Faerie Tale Theatre（1982年 - 1987年）
  - シーズン5、エピソード1「ティム・バートンのアラジンと魔法のランプ」"Aladdin and His Wonderful Lamp"（1986年）監督
- 世にも不思議なアメージング・ストーリー Amazing Stories（1985年 - 1987年）
  - シーズン2、エピソード16「ワンワン騒動記」"Family Dog"（1987年）キャラクター・デザイン
    - 日本では1987年8月1日に『アメリカ物語』と併映で、アメリカでは1988年11月18日に『リトルフット』と併映でそれぞれ劇場公開された。
    - スピンオフとしてテレビアニメシリーズFamily Dog（1993年）も製作され製作総指揮を務めた。
- ウェンズデー Wednesday（2022年）監督/製作総指揮

### そのほか
- ノーム・イン・ザ・ガーデン Gnome in the Garden（1998年）テレビコマーシャル、監督
- TIMEX TIMEX（2000年）テレビコマーシャル、監督
- ステインボーイ The World of Stainboy（2000年）Webアニメーション、脚本/監督
- ザ・キラーズ/「BONES」 BONES（2006年）ミュージック・ビデオ、監督
- ザ・キラーズ/「Here With Me」 Here With Me（2012年）ミュージック・ビデオ、監督[17]

### アニメーター時代
- マペットの夢みるハリウッド The Muppet Movie（1979年）マペット・パフォーマー（クレジットなし）
- きつねと猟犬 The Fox and the Hound（1981年）アニメーター（クレジットなし）
- トロン Tron（1982年）アニメーター（クレジットなし）
- コルドロン The Black Cauldron（1985年）コンセプチュアル・アーティスト（クレジットなし）
- トイズ Toys（1992年）コンセプチュアル・アーティスト（クレジットなし）

## 著作
- 絵本『ナイトメア・ビフォア・クリスマス』（ビリケン出版、新版1999年 ISBN 978-4939029066）
- 絵本『オイスターボーイの憂鬱な死』（狩野綾子・津田留美子訳、アップリンク、1997年 ISBN 978-4309902913）
- 画集『ティム・バートンの世界 The Art of Tim Burton』（2010年）
- 画集『ナプキンアート・オブ・ティム・バートン』（2015年）

### 関連出版
- 『ティム・バートン［映画作家が自身を語る］』（マーク・ソールズベリー編、遠山純生訳、フィルムアート社、1996年、改訂版2011年 ISBN 978-4-8459-1172-1）
- 『ティム・バートンの不思議な世界』（洋泉社ムック、2010年 ISBN 978-4862485595）
- イアン・ネイサン『ティム・バートン 鬼才と呼ばれる映画監督の名作と奇妙な物語』（富永和子・富永晶子訳、玄光社、2019年 ISBN 9784768309735）